# 日本遠隔制御
日本遠隔制御株式会社（にっぽんえんかくせいぎょ、英名：Japan Remote Control Co., Ltd.）は、かつて大阪府東大阪市に本社をおいていた電子機器メーカー。

## 概要
主な事業は模型用ラジコン装置（プロポ）、産業用リモコン装置、模型ヘリコプター、模型飛行機の開発・製造・販売であった。国内外のモデラーの間ではホビー用ラジコン装置の JR PROPO のブランドで知られていた。
模型ヘリコプターを製造するヘリコプター事業部は三重県松阪市大黒田町にあった。
2009年には宇宙開発協同組合SOHLAの人工衛星である「まいど1号」の姿勢制御を担当した他、ドローンにも進出していた。
2016年に入ってからは、取引先への支払いが延滞した他、不透明な決算操作が行われていた疑いが浮上し、企業自体の信用は低下。さらに、借入金の返済の延滞や市税の滞納で所有不動産が差し押さえられた。
上記の不透明な会計により20億円超の資金が不正流出した事が判明しているが、これらは2014年に同社に大手証券のヘッジファンドアドバイザーの肩書きで入社した圡野祐造元部長(通称H部長)が主導して行われたものである。しかし、圡野の職歴は虚偽であり、実際はかつて75億円の負債を抱えながら20億円の資金流出をして倒産した企業の経営者であった。2003年にはその件により詐欺罪で逮捕、起訴されていた。しかし、この経歴詐称と犯罪歴は圡野が名前を変えていたために明るみに出ることはなく、圡野は同社の財務と人事を掌握し、不正経理を行うこととなったのである。
その後債権者から破産を申し立てられ、2017年12月26日に大阪地方裁判所より破産手続き開始決定を受けた。 
JR PROPOの各権利は、2018年4月に破産管財人から千葉県野田市に本社があり、「RC DEPOT」を運営している小西模型株式会社へ譲渡され、JR PROPOは小西模型のブランドとして継続している。
2018年11月7日、金融機関に粉飾した決算書類などを提出して約2億円の融資をだまし取ったとして、圡野が詐欺容疑で逮捕された。2019年10月18日に大阪地方裁判所は圡野祐造に対して懲役5年の実刑判決を言い渡した。
日本遠隔制御は2020年10月15日に法人格が消滅した。